# Лізки (Черкаський район)
Лізки́ — село в Україні, у Черкаському районі Черкаської області, підпорядковане Степанецькій сільській громаді. Розташоване за 11 км на захід від Беркозівки. Населення становить 46 осіб.

## Видатні люди
- Пасічна Катерина Петрівна (1955, Лізки) — українська поетеса, прозаїк.